# 가봉 축구 국가대표팀
가봉 축구 국가대표팀(프랑스어: Équipe de football du Gabon)은 가봉을 대표하는 축구 국가대표팀으로 가봉 축구 연맹에서 관리한다. 1960년 4월 13일 부르키나파소를 상대로 국제 A매치 첫 경기를 치렀으며 현재 스타드 당곤제를 홈 구장으로 사용하고 있다.

## 국제 대회 경력

### FIFA 월드컵
현재까지 가봉의 월드컵 본선 기록은 전무하나 그나마 월드컵 지역 예선에서 최고 성적을 거둔 대회는 2010년 FIFA 월드컵 아프리카 지역 예선으로 이 대회에서 최종 예선까지 올랐고 최종 예선에서도 3승 3패·A조 2위를 차지하는 기염을 토했다.

### 아프리카 네이션스컵
아프리카 네이션스컵 본선에는 7번 출전하여 이 가운데 1996년과 적도 기니와 공동 개최국 자격으로 참가한 2012년 대회에서 8강에 이름을 올리면서 가봉 축구 역사상 메이저 대회 최고 성적을 거두었다.

### 아프리카 네이션스 챔피언십
자국 리그에서 활동하는 선수들만 참가할 수 있는 아프리카 네이션스 챔피언십 본선에는 3번 출전하여 이 중 2014년 대회에서 8강에 이름을 올렸고 나머지 2번의 대회에서는 조별리그에서 탈락했다.

### 하계 올림픽
올림픽 축구 본선 기록은 현재까지 U-23 대표팀으로 출전한 2012년 대회가 유일하며 그나마도 2무 1패의 성적으로 조별리그 탈락의 고배를 마셨다.

## 기타 국제 대회 경력
CEMAC컵에서는 10번의 대회 가운데 2번의 대회에서 우승(2013년)과 준우승(2007년)을 각각 1번씩 거머쥐었고 1999년 UNIFAC컵에서도 우승을 거머쥐었으며 UDEAC컵에서도 7번의 대회 중 2번의 대회에서 정상에 올랐다.

## FIFA 월드컵 (본선)
| 년도   | 결과      | 순위      | 경기      | 승        | 무*       | 패        | 득점      | 실점      | 승점      |
| ------ | --------- | --------- | --------- | --------- | --------- | --------- | --------- | --------- | --------- |
| 1930년 | 독립 이전 | 독립 이전 | 독립 이전 | 독립 이전 | 독립 이전 | 독립 이전 | 독립 이전 | 독립 이전 | 독립 이전 |
| 1934년 | 독립 이전 | 독립 이전 | 독립 이전 | 독립 이전 | 독립 이전 | 독립 이전 | 독립 이전 | 독립 이전 | 독립 이전 |
| 1938년 | 독립 이전 | 독립 이전 | 독립 이전 | 독립 이전 | 독립 이전 | 독립 이전 | 독립 이전 | 독립 이전 | 독립 이전 |
| 1950년 | 독립 이전 | 독립 이전 | 독립 이전 | 독립 이전 | 독립 이전 | 독립 이전 | 독립 이전 | 독립 이전 | 독립 이전 |
| 1954년 | 독립 이전 | 독립 이전 | 독립 이전 | 독립 이전 | 독립 이전 | 독립 이전 | 독립 이전 | 독립 이전 | 독립 이전 |
| 1958년 | 독립 이전 | 독립 이전 | 독립 이전 | 독립 이전 | 독립 이전 | 독립 이전 | 독립 이전 | 독립 이전 | 독립 이전 |
| 1962년 | 없음      | 없음      | 없음      | 없음      | 없음      | 없음      | 없음      | 없음      | 없음      |
| 1966년 | 기권      | 기권      | 기권      | 기권      | 기권      | 기권      | 기권      | 기권      | 기권      |
| 1970년 | 불참      | 불참      | 불참      | 불참      | 불참      | 불참      | 불참      | 불참      | 불참      |
| 1974년 | 기권      | 기권      | 기권      | 기권      | 기권      | 기권      | 기권      | 기권      | 기권      |
| 1978년 | 불참      | 불참      | 불참      | 불참      | 불참      | 불참      | 불참      | 불참      | 불참      |
| 1982년 | 불참      | 불참      | 불참      | 불참      | 불참      | 불참      | 불참      | 불참      | 불참      |
| 1986년 | 불참      | 불참      | 불참      | 불참      | 불참      | 불참      | 불참      | 불참      | 불참      |
| 1990년 | 예선 탈락 | 예선 탈락 | 예선 탈락 | 예선 탈락 | 예선 탈락 | 예선 탈락 | 예선 탈락 | 예선 탈락 | 예선 탈락 |
| 1994년 | 예선 탈락 | 예선 탈락 | 예선 탈락 | 예선 탈락 | 예선 탈락 | 예선 탈락 | 예선 탈락 | 예선 탈락 | 예선 탈락 |
| 1998년 | 예선 탈락 | 예선 탈락 | 예선 탈락 | 예선 탈락 | 예선 탈락 | 예선 탈락 | 예선 탈락 | 예선 탈락 | 예선 탈락 |
| 2002년 | 예선 탈락 | 예선 탈락 | 예선 탈락 | 예선 탈락 | 예선 탈락 | 예선 탈락 | 예선 탈락 | 예선 탈락 | 예선 탈락 |
| 2006년 | 예선 탈락 | 예선 탈락 | 예선 탈락 | 예선 탈락 | 예선 탈락 | 예선 탈락 | 예선 탈락 | 예선 탈락 | 예선 탈락 |
| 2010년 | 예선 탈락 | 예선 탈락 | 예선 탈락 | 예선 탈락 | 예선 탈락 | 예선 탈락 | 예선 탈락 | 예선 탈락 | 예선 탈락 |
| 2014년 | 예선 탈락 | 예선 탈락 | 예선 탈락 | 예선 탈락 | 예선 탈락 | 예선 탈락 | 예선 탈락 | 예선 탈락 | 예선 탈락 |
| 2018년 | 예선 탈락 | 예선 탈락 | 예선 탈락 | 예선 탈락 | 예선 탈락 | 예선 탈락 | 예선 탈락 | 예선 탈락 | 예선 탈락 |
| 합계   |           |           |           |           |           |           |           |           |           |

### FIFA 월드컵 (예선)
| 1930년 | 독립 이전                                    | 독립 이전                                    | 독립 이전                                    | 독립 이전                                    | 독립 이전                                    | 독립 이전                                    | 독립 이전                                    |                                              |                                              |
| 1934년 | 독립 이전                                    | 독립 이전                                    | 독립 이전                                    | 독립 이전                                    | 독립 이전                                    | 독립 이전                                    | 독립 이전                                    |                                              |                                              |
| 1938년 | 독립 이전                                    | 독립 이전                                    | 독립 이전                                    | 독립 이전                                    | 독립 이전                                    | 독립 이전                                    | 독립 이전                                    |                                              |                                              |
| 1950년 | 독립 이전                                    | 독립 이전                                    | 독립 이전                                    | 독립 이전                                    | 독립 이전                                    | 독립 이전                                    | 독립 이전                                    |                                              |                                              |
| 1954년 | 독립 이전                                    | 독립 이전                                    | 독립 이전                                    | 독립 이전                                    | 독립 이전                                    | 독립 이전                                    | 독립 이전                                    |                                              |                                              |
| 1958년 | 독립 이전                                    | 독립 이전                                    | 독립 이전                                    | 독립 이전                                    | 독립 이전                                    | 독립 이전                                    | 독립 이전                                    |                                              |                                              |
| 1962년 | 없음                                         | 없음                                         | 없음                                         | 없음                                         | 없음                                         | 없음                                         | 없음                                         |                                              |                                              |
| 1966년 | 기권                                         | 기권                                         | 기권                                         | 기권                                         | 기권                                         | 기권                                         | 기권                                         |                                              |                                              |
| 1970년 | 불참                                         | 불참                                         | 불참                                         | 불참                                         | 불참                                         | 불참                                         | 불참                                         |                                              |                                              |
| 1974년 | 기권                                         | 기권                                         | 기권                                         | 기권                                         | 기권                                         | 기권                                         | 기권                                         |                                              |                                              |
| 1978년 | 불참                                         | 불참                                         | 불참                                         | 불참                                         | 불참                                         | 불참                                         | 불참                                         |                                              |                                              |
| 1982년 | 불참                                         | 불참                                         | 불참                                         | 불참                                         | 불참                                         | 불참                                         | 불참                                         |                                              |                                              |
| 1986년 | 불참                                         | 불참                                         | 불참                                         | 불참                                         | 불참                                         | 불참                                         | 불참                                         |                                              |                                              |
| 1990년 | 6                                            | 2                                            | 0                                            | 4                                            | 5                                            | 9                                            | 6                                            |                                              |                                              |
| 1994년 | 4                                            | 2                                            | 1                                            | 1                                            | 7                                            | 5                                            | 7                                            |                                              |                                              |
| 1998년 | 7                                            | 2                                            | 1                                            | 4                                            | 4                                            | 11                                           | 7                                            |                                              |                                              |
| 2002년 | 2                                            | 1                                            | 0                                            | 1                                            | 1                                            | 2                                            | 3                                            |                                              |                                              |
| 2006년 | 12                                           | 3                                            | 5                                            | 4                                            | 15                                           | 14                                           | 14                                           |                                              |                                              |
| 2010년 | 12                                           | 7                                            | 0                                            | 5                                            | 17                                           | 10                                           | 21                                           |                                              |                                              |
| 2014년 | 6                                            | 2                                            | 1                                            | 3                                            | 5                                            | 6                                            | 7                                            |                                              |                                              |
| 2018년 | 8                                            | 2                                            | 3                                            | 3                                            | 3                                            | 8                                            | 9                                            |                                              |                                              |
| 합계   | 57                                           | 21                                           | 11                                           | 25                                           | 57                                           | 65                                           | 74                                           |                                              |                                              |
| 순위   | 월드컵 예선 승점 순위 : 97위 (아프리카 21위) | 월드컵 예선 승점 순위 : 97위 (아프리카 21위) | 월드컵 예선 승점 순위 : 97위 (아프리카 21위) | 월드컵 예선 승점 순위 : 97위 (아프리카 21위) | 월드컵 예선 승점 순위 : 97위 (아프리카 21위) | 월드컵 예선 승점 순위 : 97위 (아프리카 21위) | 월드컵 예선 승점 순위 : 97위 (아프리카 21위) | 월드컵 예선 승점 순위 : 97위 (아프리카 21위) | 월드컵 예선 승점 순위 : 97위 (아프리카 21위) |

## 아프리카 네이션스컵(본선)
| 아프리카 네이션스컵 본선 기록 | 아프리카 네이션스컵 본선 기록        | 아프리카 네이션스컵 본선 기록        | 아프리카 네이션스컵 본선 기록        | 아프리카 네이션스컵 본선 기록        | 아프리카 네이션스컵 본선 기록        | 아프리카 네이션스컵 본선 기록        | 아프리카 네이션스컵 본선 기록        | 아프리카 네이션스컵 본선 기록        | 아프리카 네이션스컵 본선 기록        |
| 년도                          | 결과                                 | 순위                                 | 경기                                 | 승                                   | 무                                   | 패                                   | 득점                                 | 실점                                 | 승점                                 |
| ----------------------------- | ------------------------------------ | ------------------------------------ | ------------------------------------ | ------------------------------------ | ------------------------------------ | ------------------------------------ | ------------------------------------ | ------------------------------------ | ------------------------------------ |
| 1957년                        | 독립 이전                            | 독립 이전                            | 독립 이전                            | 독립 이전                            | 독립 이전                            | 독립 이전                            | 독립 이전                            | 독립 이전                            | 독립 이전                            |
| 1959년                        | 독립 이전                            | 독립 이전                            | 독립 이전                            | 독립 이전                            | 독립 이전                            | 독립 이전                            | 독립 이전                            | 독립 이전                            | 독립 이전                            |
| 1962년                        | 불참                                 | 불참                                 | 불참                                 | 불참                                 | 불참                                 | 불참                                 | 불참                                 | 불참                                 | 불참                                 |
| 1963년                        | 불참                                 | 불참                                 | 불참                                 | 불참                                 | 불참                                 | 불참                                 | 불참                                 | 불참                                 | 불참                                 |
| 1965년                        | 불참                                 | 불참                                 | 불참                                 | 불참                                 | 불참                                 | 불참                                 | 불참                                 | 불참                                 | 불참                                 |
| 1968년                        | 불참                                 | 불참                                 | 불참                                 | 불참                                 | 불참                                 | 불참                                 | 불참                                 | 불참                                 | 불참                                 |
| 1970년                        | 불참                                 | 불참                                 | 불참                                 | 불참                                 | 불참                                 | 불참                                 | 불참                                 | 불참                                 | 불참                                 |
| 1972년                        | 예선 탈락                            | 예선 탈락                            | 예선 탈락                            | 예선 탈락                            | 예선 탈락                            | 예선 탈락                            | 예선 탈락                            | 예선 탈락                            | 예선 탈락                            |
| 1974년                        | 기권                                 | 기권                                 | 기권                                 | 기권                                 | 기권                                 | 기권                                 | 기권                                 | 기권                                 | 기권                                 |
| 1976년                        | 불참                                 | 불참                                 | 불참                                 | 불참                                 | 불참                                 | 불참                                 | 불참                                 | 불참                                 | 불참                                 |
| 1978년                        | 예선 탈락                            | 예선 탈락                            | 예선 탈락                            | 예선 탈락                            | 예선 탈락                            | 예선 탈락                            | 예선 탈락                            | 예선 탈락                            | 예선 탈락                            |
| 1980년                        | 불참                                 | 불참                                 | 불참                                 | 불참                                 | 불참                                 | 불참                                 | 불참                                 | 불참                                 | 불참                                 |
| 1982년                        | 기권                                 | 기권                                 | 기권                                 | 기권                                 | 기권                                 | 기권                                 | 기권                                 | 기권                                 | 기권                                 |
| 1984년                        | 예선 탈락                            | 예선 탈락                            | 예선 탈락                            | 예선 탈락                            | 예선 탈락                            | 예선 탈락                            | 예선 탈락                            | 예선 탈락                            | 예선 탈락                            |
| 1986년                        | 예선 탈락                            | 예선 탈락                            | 예선 탈락                            | 예선 탈락                            | 예선 탈락                            | 예선 탈락                            | 예선 탈락                            | 예선 탈락                            | 예선 탈락                            |
| 1988년                        | 예선 탈락                            | 예선 탈락                            | 예선 탈락                            | 예선 탈락                            | 예선 탈락                            | 예선 탈락                            | 예선 탈락                            | 예선 탈락                            | 예선 탈락                            |
| 1990년                        | 예선 탈락                            | 예선 탈락                            | 예선 탈락                            | 예선 탈락                            | 예선 탈락                            | 예선 탈락                            | 예선 탈락                            | 예선 탈락                            | 예선 탈락                            |
| 1992년                        | 예선 탈락                            | 예선 탈락                            | 예선 탈락                            | 예선 탈락                            | 예선 탈락                            | 예선 탈락                            | 예선 탈락                            | 예선 탈락                            | 예선 탈락                            |
| 1994년                        | 조별리그                             | 12위                                 | 2                                    | 0                                    | 0                                    | 2                                    | 0                                    | 7                                    | 0                                    |
| 1996년                        | 8강                                  | 7위                                  | 3                                    | 1                                    | 1                                    | 1                                    | 4                                    | 3                                    | 4                                    |
| 1998년                        | 예선 탈락                            | 예선 탈락                            | 예선 탈락                            | 예선 탈락                            | 예선 탈락                            | 예선 탈락                            | 예선 탈락                            | 예선 탈락                            | 예선 탈락                            |
| 2000년                        | 조별리그                             | 16위                                 | 3                                    | 0                                    | 1                                    | 2                                    | 2                                    | 6                                    | 1                                    |
| 2002년                        | 예선 탈락                            | 예선 탈락                            | 예선 탈락                            | 예선 탈락                            | 예선 탈락                            | 예선 탈락                            | 예선 탈락                            | 예선 탈락                            | 예선 탈락                            |
| 2004년                        | 예선 탈락                            | 예선 탈락                            | 예선 탈락                            | 예선 탈락                            | 예선 탈락                            | 예선 탈락                            | 예선 탈락                            | 예선 탈락                            | 예선 탈락                            |
| 2006년                        | 예선 탈락                            | 예선 탈락                            | 예선 탈락                            | 예선 탈락                            | 예선 탈락                            | 예선 탈락                            | 예선 탈락                            | 예선 탈락                            | 예선 탈락                            |
| 2008년                        | 예선 탈락                            | 예선 탈락                            | 예선 탈락                            | 예선 탈락                            | 예선 탈락                            | 예선 탈락                            | 예선 탈락                            | 예선 탈락                            | 예선 탈락                            |
| 2010년                        | 조별리그                             | 10위                                 | 3                                    | 1                                    | 1                                    | 1                                    | 2                                    | 2                                    | 4                                    |
| 2012년                        | 8강                                  | 5위                                  | 4                                    | 3                                    | 1                                    | 0                                    | 7                                    | 3                                    | 10                                   |
| 2013년                        | 예선 탈락                            | 예선 탈락                            | 예선 탈락                            | 예선 탈락                            | 예선 탈락                            | 예선 탈락                            | 예선 탈락                            | 예선 탈락                            | 예선 탈락                            |
| 2015년                        | 조별리그                             | 12위                                 | 3                                    | 1                                    | 0                                    | 2                                    | 2                                    | 3                                    | 3                                    |
| 2017년                        | 조별리그                             | 9위                                  | 3                                    | 0                                    | 3                                    | 0                                    | 2                                    | 2                                    | 3                                    |
| 2019년                        | 예선 탈락                            | 예선 탈락                            | 예선 탈락                            | 예선 탈락                            | 예선 탈락                            | 예선 탈락                            | 예선 탈락                            | 예선 탈락                            | 예선 탈락                            |
| 총계                          | 7회 진출(7/30)                       | 8강(2회)                             | 21                                   | 6                                    | 7                                    | 8                                    | 19                                   | 26                                   | 25                                   |
| 순위                          | 아프리카 네이션스컵 역대 순위 : 18위 | 아프리카 네이션스컵 역대 순위 : 18위 | 아프리카 네이션스컵 역대 순위 : 18위 | 아프리카 네이션스컵 역대 순위 : 18위 | 아프리카 네이션스컵 역대 순위 : 18위 | 아프리카 네이션스컵 역대 순위 : 18위 | 아프리카 네이션스컵 역대 순위 : 18위 | 아프리카 네이션스컵 역대 순위 : 18위 | 아프리카 네이션스컵 역대 순위 : 18위 |

### 아프리카 네이션스컵(예선)
| 아프리카 네이션스컵 예선 기록 | 아프리카 네이션스컵 예선 기록 | 아프리카 네이션스컵 예선 기록 | 아프리카 네이션스컵 예선 기록 | 아프리카 네이션스컵 예선 기록 | 아프리카 네이션스컵 예선 기록 | 아프리카 네이션스컵 예선 기록 | 아프리카 네이션스컵 예선 기록 |
| 년도                          | 경기                          | 승                            | 무*                           | 패                            | 득점                          | 실점                          | 승점                          |
| ----------------------------- | ----------------------------- | ----------------------------- | ----------------------------- | ----------------------------- | ----------------------------- | ----------------------------- | ----------------------------- |
| 1957년                        | 독립 이전                     | 독립 이전                     | 독립 이전                     | 독립 이전                     | 독립 이전                     | 독립 이전                     | 독립 이전                     |
| 1959년                        | 독립 이전                     | 독립 이전                     | 독립 이전                     | 독립 이전                     | 독립 이전                     | 독립 이전                     | 독립 이전                     |
| 1962년                        | 불참                          | 불참                          | 불참                          | 불참                          | 불참                          | 불참                          | 불참                          |
| 1963년                        | 불참                          | 불참                          | 불참                          | 불참                          | 불참                          | 불참                          | 불참                          |
| 1965년                        | 불참                          | 불참                          | 불참                          | 불참                          | 불참                          | 불참                          | 불참                          |
| 1968년                        | 불참                          | 불참                          | 불참                          | 불참                          | 불참                          | 불참                          | 불참                          |
| 1970년                        | 불참                          | 불참                          | 불참                          | 불참                          | 불참                          | 불참                          | 불참                          |
| 1972년                        | 2                             | 0                             | 0                             | 2                             | 1                             | 3                             | 0                             |
| 1974년                        | 기권                          | 기권                          | 기권                          | 기권                          | 기권                          | 기권                          | 기권                          |
| 1976년                        | 불참                          | 불참                          | 불참                          | 불참                          | 불참                          | 불참                          | 불참                          |
| 1978년                        | 2                             | 0                             | 1                             | 1                             | 5                             | 6                             | 1                             |
| 1980년                        | 불참                          | 불참                          | 불참                          | 불참                          | 불참                          | 불참                          | 불참                          |
| 1982년                        | 기권                          | 기권                          | 기권                          | 기권                          | 기권                          | 기권                          | 기권                          |
| 1984년                        | 2                             | 0                             | 1                             | 1                             | 2                             | 6                             | 1                             |
| 1986년                        | 2                             | 0                             | 1                             | 1                             | 1                             | 3                             | 1                             |
| 1988년                        | 2                             | 1                             | 0                             | 1                             | 1                             | 1                             | 3                             |
| 1990년                        | 6                             | 3                             | 0                             | 3                             | 6                             | 6                             | 9                             |
| 1992년                        | 6                             | 2                             | 3                             | 1                             | 3                             | 2                             | 9                             |
| 1994년                        | 6                             | 4                             | 2                             | 0                             | 10                            | 2                             | 14                            |
| 1996년                        | 4                             | 3                             | 0                             | 1                             | 8                             | 2                             | 9                             |
| 1998년                        | 6                             | 1                             | 4                             | 1                             | 5                             | 5                             | 7                             |
| 2000년                        | 8                             | 5                             | 1                             | 2                             | 15                            | 10                            | 16                            |
| 2002년                        | 8                             | 3                             | 3                             | 2                             | 13                            | 10                            | 12                            |
| 2004년                        | 6                             | 2                             | 0                             | 4                             | 7                             | 7                             | 6                             |
| 2006년                        | 12                            | 3                             | 5                             | 4                             | 15                            | 14                            | 14                            |
| 2008년                        | 4                             | 2                             | 1                             | 1                             | 6                             | 5                             | 7                             |
| 2010년                        | 12                            | 7                             | 0                             | 5                             | 17                            | 10                            | 21                            |
| 2012년                        | 자동진출(개최국)              | 자동진출(개최국)              | 자동진출(개최국)              | 자동진출(개최국)              | 자동진출(개최국)              | 자동진출(개최국)              | 자동진출(개최국)              |
| 2013년                        | 2                             | 0                             | 1                             | 1                             | 2                             | 3                             | 1                             |
| 2015년                        | 6                             | 3                             | 3                             | 0                             | 9                             | 4                             | 12                            |
| 2017년                        | 자동진출(개최국)              | 자동진출(개최국)              | 자동진출(개최국)              | 자동진출(개최국)              | 자동진출(개최국)              | 자동진출(개최국)              | 자동진출(개최국)              |
| 2019년                        | 6                             | 2                             | 2                             | 2                             | 7                             | 5                             | 8                             |
| 합계                          | 102                           | 41                            | 28                            | 33                            | 133                           | 104                           | 151                           |

## 하계 올림픽
| 올림픽 축구 기록 | 올림픽 축구 기록 | 올림픽 축구 기록 | 올림픽 축구 기록 | 올림픽 축구 기록 | 올림픽 축구 기록 | 올림픽 축구 기록 | 올림픽 축구 기록 | 올림픽 축구 기록 | 올림픽 축구 기록 |
| 년도             | 결과             | 순위             | 경기             | 승               | 무*              | 패               | 득점             | 실점             | 승점             |
| ---------------- | ---------------- | ---------------- | ---------------- | ---------------- | ---------------- | ---------------- | ---------------- | ---------------- | ---------------- |
| 1960년           | 불참             | 불참             | 불참             | 불참             | 불참             | 불참             | 불참             | 불참             | 불참             |
| 1964년           | 불참             | 불참             | 불참             | 불참             | 불참             | 불참             | 불참             | 불참             | 불참             |
| 1968년           | 불참             | 불참             | 불참             | 불참             | 불참             | 불참             | 불참             | 불참             | 불참             |
| 1972년           | 진출 실패        | 진출 실패        | 진출 실패        | 진출 실패        | 진출 실패        | 진출 실패        | 진출 실패        | 진출 실패        | 진출 실패        |
| 1976년           | 불참             | 불참             | 불참             | 불참             | 불참             | 불참             | 불참             | 불참             | 불참             |
| 1980년           | 불참             | 불참             | 불참             | 불참             | 불참             | 불참             | 불참             | 불참             | 불참             |
| 1984년           | 진출 실패        | 진출 실패        | 진출 실패        | 진출 실패        | 진출 실패        | 진출 실패        | 진출 실패        | 진출 실패        | 진출 실패        |
| 1988년           | 진출 실패        | 진출 실패        | 진출 실패        | 진출 실패        | 진출 실패        | 진출 실패        | 진출 실패        | 진출 실패        | 진출 실패        |
| 1992년           | 진출 실패        | 진출 실패        | 진출 실패        | 진출 실패        | 진출 실패        | 진출 실패        | 진출 실패        | 진출 실패        | 진출 실패        |
| 1996년           | 진출 실패        | 진출 실패        | 진출 실패        | 진출 실패        | 진출 실패        | 진출 실패        | 진출 실패        | 진출 실패        | 진출 실패        |
| 2000년           | 진출 실패        | 진출 실패        | 진출 실패        | 진출 실패        | 진출 실패        | 진출 실패        | 진출 실패        | 진출 실패        | 진출 실패        |
| 2004년           | 진출 실패        | 진출 실패        | 진출 실패        | 진출 실패        | 진출 실패        | 진출 실패        | 진출 실패        | 진출 실패        | 진출 실패        |
| 2008년           | 진출 실패        | 진출 실패        | 진출 실패        | 진출 실패        | 진출 실패        | 진출 실패        | 진출 실패        | 진출 실패        | 진출 실패        |
| 2012년           | 조별리그         | 12위             | 3                | 0                | 2                | 1                | 1                | 3                | 2                |
| 2016년           | 진출 실패        | 진출 실패        | 진출 실패        | 진출 실패        | 진출 실패        | 진출 실패        | 진출 실패        | 진출 실패        | 진출 실패        |
| 합계             | 1회 진출(1/15)   | 조별리그(1회)    | 3                | 0                | 2                | 1                | 1                | 3                | 2                |

## 주요 선수
- 피에르에므리크 오바메양
- 마리오 레미나
- 브뤼노 에퀴엘르 망가
- 로이 팔룽
- 아롱 아팽당고예
- 레비 마딩다
- 겔로르 캉가
- 디디에 은동
- 말리크 에부나
- 앙드레 비요고 포코
- 디디에 오보노
- 프레데릭 뷜로
- 악셀 메예

## 역대 감독
| 감독                 | 임기        |
| -------------------- | ----------- |
| 자이르지뉴           | 2003 ~ 2005 |
| 알랭 지레스          | 2006 ~ 2010 |
| 호세 안토니오 카마초 | 2016 ~ 2018 |